# Jiujitsu als sport
De zelfverdedigingskunst jiujitsu wordt ook wel als sport beoefend, voornamelijk in de vorm van het Fighting system, Duo System en Random Attacks.
Bij het jiujitsu zijn voor het doel van zelfverdediging allerlei zeer harde technieken toegestaan, die de aanvaller in uitzonderlijke gevallen zeer zwaar kunnen verwonden of zelfs kunnen doden. Vandaar dat dit als zodanig eerder als zelfverdedigingskunst dan als sport zal worden bestempeld. Bij sportievere vormen van het jiujitsu daarentegen gelden strenge regels en maatregelen, die juist voorkomen dat de tegenstander verwond wordt. Ondanks de grote verschillen die er bestaan tussen het jiujitsu en de sportieve variant, wordt deze laatste in de praktijk evengoed veelal kortweg jiujitsu genoemd.
De onderstaande tabel toont enige verschillen tussen het jiujitsu en
de sportieve variant schematisch:
| jiujitsu als zelfverdediging                                      | jiujitsu als sport                                                                 |
| ----------------------------------------------------------------- | ---------------------------------------------------------------------------------- |
| zelfverdediging                                                   | sport                                                                              |
| grotendeels traditioneel                                          | grotendeels modern                                                                 |
| het gevecht wordt zo mogelijk vermeden                            | het gevecht wordt opgezocht                                                        |
| iedereen kan deelnemen                                            | alleen vaardige mensen nemen deel                                                  |
| de harde praktijk beslist wie er wint                             | een scheidsrechter of jury kan uitslag van het gevecht vaststellen                 |
| bij een werkelijk gevecht wordt er niet afgeklopt                 | afkloppen beëindigt de wedstrijd                                                   |
| als men vecht is dat veelal tegen mensen die geen ervaring hebben | alleen gevechten tegen mensen die getraind zijn in zelfverdediging of vechtsporten |
| werkelijke gevechten zijn zonder rondes                           | werkelijke gevechten zijn evt. in rondes                                           |
| er gelden geen regels buiten die van de wet                       | er gelden sportieve regels                                                         |
| zonder puntentelling                                              | evt. met puntentelling                                                             |
| bij uitvoeringen soms publiek aanwezig                            | bij uitvoeringen bijna altijd publiek aanwezig                                     |
| alleen jiujitsuka's beoefenen jiujitsu                            | ook niet-jiujitsuka's nemen deel aan wedstrijden in sport-jiujitsu                 |
| praten kan onderdeel zijn van het jiujitsu                        | praten is niet onderdeel van het sport-jiujitsu                                    |
| geïmproviseerde wapens zoals een paraplu                          | geen geïmproviseerde wapens                                                        |
| verbergen van de vaardigheid kan verstandig zijn                  | iedereen weet dat deelnemers zich kunnen verdedigen                                |
| gewichtsklassen irrelevant                                        | mogelijk wordt gewerkt met gewichtsklassen                                         |
| geslacht van de tegenstander irrelevant                           | mogelijk vechten alleen mensen van hetzelfde geslacht met elkaar                   |

Hoewel de sportieve tak van het jiujitsu geen Olympische sport is, zoals het judo, dat ook van het jiujitsu is afgeleid, is de sport wel vertegenwoordigd bij de World Games. Hierbij zijn de twee eerder genoemde varianten mogelijk: 1. het Fighting System, waarbij in rondes het staande gevecht, het grondgevecht en het eindgevecht plaatsvinden en 2. het Duo System, waarbij technieken zo perfect mogelijk worden gedemonstreerd.